# Liste luxemburgisch-portugiesischer Städte- und Gemeindepartnerschaften
Diese Liste luxemburgisch-portugiesischer Städte- und Gemeindepartnerschaften führt die Städte- und Gemeindefreundschaften zwischen den Ländern Luxemburg und Portugal auf.
Trotz des kleinen Staatsgebiets Luxemburgs bestehen hier acht Gemeindepartnerschaften mit portugiesischen Kommunen oder stehen in Anbahnung(Stand 2018). Sie sind ein Zeichen der engen luxemburgisch-portugiesischen  Beziehungen und des bedeutenden Anteils portugiesischstämmiger Einwohner an der Bevölkerung Luxemburgs.

## Liste der Städtepartnerschaften und -freundschaften
| Luxemburgischer Ort | Portugiesischer Ort | Seit | Anmerkung                                           |
| ------------------- | ------------------- | ---- | --------------------------------------------------- |
| Bad Mondorf         | Vale de Cambra      | 2018 |                                                     |
| Bartringen          | Tondela             |      | in Anbahnung                                        |
| Bettemburg          | Valpaços            | 2000 |                                                     |
| Differdingen        | Chaves              | 2003 |                                                     |
| Dudelange           | Arganil             | 2000 |                                                     |
| Esch an der Alzette | Coimbra             | 2005 |                                                     |
| Niederanven         | Sesimbra            | 1989 | im Rahmen der Douzelage                             |
| Ulflingen           | Samuel              | 1989 | im Rahmen der European Charter – Villages of Europe |